# Transforma
Die Künstlergruppe Transforma wurde im Jahr 2001 von Luke Bennett, Baris Hasselbach und Simon Krahl in Berlin gegründet. Seitdem beschäftigt sie sich mit experimentellem Film, Audio-Video-Installationen, Live-Cinema- und Audio-Video-Performance. 

## Geschichte
Die Arbeiten von Transforma werden international präsentiert. Unter anderem: Moscow International Biennale for Young Art, Kunstwerke Berlin, CTM-Festival Berlin, Art.Ware Festival Hong Kong, Todays Art Den Haag, Sophiensaele Berlin, Volksbühne Berlin, Nemo Festival Paris, Märkisches Museum Berlin, L.E.V. Festival Gijón, Sequences Festival Reykjavík.
Im Jahr 2010 entstand In Zusammenarbeit mit dem französischen Videokünstler Elie Blanchard (Yro) die Arbeit ‘Asynthome’. Eine Audio-Video-Bühnenperformance, die das Künstleratelier auf der Bühne platziert und dem Publikum einen parallelen Blick auf den Entstehungsprozess eines experimentellen Films sowie auf den Film selbst ermöglicht.
Im Jahr 2013 entstand in Kooperation mit dem Musiker Apparat die Arbeit 'Krieg und Frieden'. Ein audio-visuelles Konzert, basierend auf Apparats Musik zu Sebastian Hartmanns gleichnamigen Inszenierung am Deutschen Theater Berlin.
Zudem sind weitere Kooperationen mit verschiedenen Musikern, Bands, Tanz- und Theaterproduktionen entstanden. Unter anderem Barbara Morgenstern, T.Raumschmiere, Dieter Meier, Chris Douglas alias O.S.T., Chloé, Funkstörung, Phon.o, Alex Banks, Fatima Al Qadiri, Sonia Mota, Shed, Goldfrapp.
Transforma hält Workshops und Vorträge zu dem Thema Audio-Video Performances. Unter anderem: Universität der Künste Berlin, Hochschule für Gestaltung und Buchdruck Leipzig, Universität Hamburg, Sophiensaele Berlin.

## Veröffentlichungen
- 2007 Synken – Transforma & O.S.T., Label: Shitkatapult, DVD[4]

## Links
- Homepage von Transforma